# Expéditions de Hadjout (1834-1835)
Pour les articles homonymes, voir Expédition de Hadjout.
Conquête de l'Algérie par la France
Les expéditions de Hadjout, durant la conquête de l'Algérie par la France opposent, de 1834 à 1835, les troupes françaises commandées par le colonel Schauenburg aux troupes de Hadjout dans la Mitidja.

## Préambule
De 1834 à 1835, des expéditions militaires ont été diligentées pour la prise de Hadjout.

## L'expédition
Lors de la conquête de l'Algérie par la France, le colonel Maximilien Joseph Schauenburg a attaqué à plusieurs reprises la région des Hadjoutes dans la Mitidja.
Il a commandé 100 soldats du 1er régiment de chasseurs d'Afrique du 19 au 22 mai 1834 contre cette tribu, suivie par deux autres attaques du 5 au 9 janvier 1835, puis le 29 mars 1835 contre les mêmes Hadjoutes.
La tribu des Hadjoutes a aussi commis des assassinats le 8 août 1835, près de Douera, sur des hommes du 1er régiment de chasseurs d'Afrique, d'où naquit une demande de vengeance dans laquelle ont participé 300 hommes de ce régiment de chasseurs.
Cette colonne commandée par le colonel de Schauenburg, partie le 9 août 1835 au soir du camp d'Erlon à Boufarik, est arrivée, par une marche de nuit rapide, sur l'Oued Chiffa, l'a traversé, et a surpris les Hadjoutes dans les Haouch El Hadji et Haouch Bederba, habités par les principaux instigateurs et auteurs des assassinats commis.
Environ 13 hommes des Hadjoutes ont été tués, et environ 350 têtes de bestiaux ont été prises par les soldats.
Les pertes des français étaient évaluées à trois hommes, un maréchal des logis et deux cavaliers du corps des spahis.
Maximilien Joseph Schauenburg a ainsi commandé dès les premiers jours du mois d'août 1835 cette colonne qui tua quelques hommes des Hadjoutes et leur enleva une grande quantité de bestiaux,,.